# Џозеф Боси
Џозеф Боси или Ђузепе Боси (рођен 29. августа 1911; датум смрти непознат) био је швајцарски фудбалер који је играо за Швајцарску на Светском првенству у фудбалу 1934. године. Боси је преминуо.